# Roncole Verdi
(Giuseppe Verdi)
Roncole Verdi (Roncal in dialetto parmigiano), già Le Roncole, è una piccola frazione del comune di Busseto, in provincia di Parma.
La località deve la sua notorietà all'essere il luogo natale del compositore Giuseppe Verdi.
Roncole Verdi dista 3,97 km da Busseto.

## Origini del nome
La località, detta "Le Roncole" fino al 1963, fu in seguito rinominata "Roncole Verdi" in onore di Giuseppe Verdi, in ottemperanza a un decreto del presidente della Repubblica.

## Storia
Il territorio di Roncole Verdi risultava probabilmente abitato già nell'età del bronzo dai Terramaricoli, che lasciarono varie tracce nelle zone di Casaroldo di Samboseto, Castione Marchesi e Montà di Roncole.
Si ha tuttavia certezza che la località fosse abitata soltanto a partire dall'epoca romana, per una serie di motivazioni: innanzitutto il nome Roncole deriverebbe dal latino "runcare", che significava "sarchiare", "dissodare"; in secondo luogo sono numerosi i reperti archeologici risalenti a tal periodo rinvenuti nella zona, soprattutto nei pressi della Corte delle Piacentine; infine, la suddivisione agricola del territorio ricalca il tipico schema quadrangolare della centuriazione romana.
La zona continuò ad essere sede di insediamenti umani anche nelle epoche successive, sia nel periodo bizantino che in quello longobardo. La prima chiesa di San Michele Arcangelo fu innalzata nel 1004, a testimonianza della stabilità insediativa raggiunta nel medioevo.
Con la nascita dello Stato Pallavicino, la storia di Roncole dipese dalla vicina Busseto, di cui condivise le sorti in qualità di sua frazione.

## Monumenti e luoghi d'interesse

### Chiesa di San Michele Arcangelo

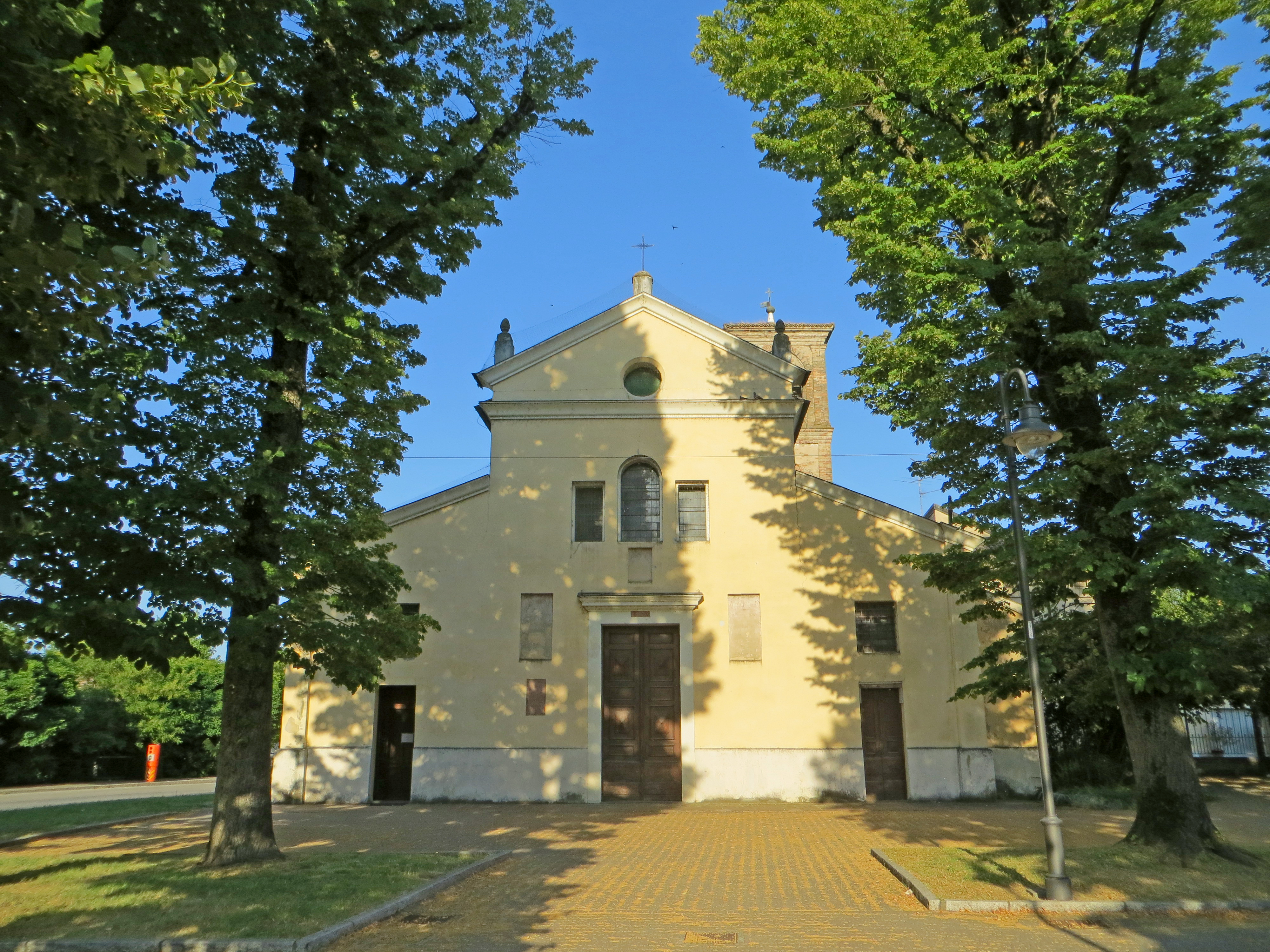
Facciata della chiesa di San Michele Arcangelo

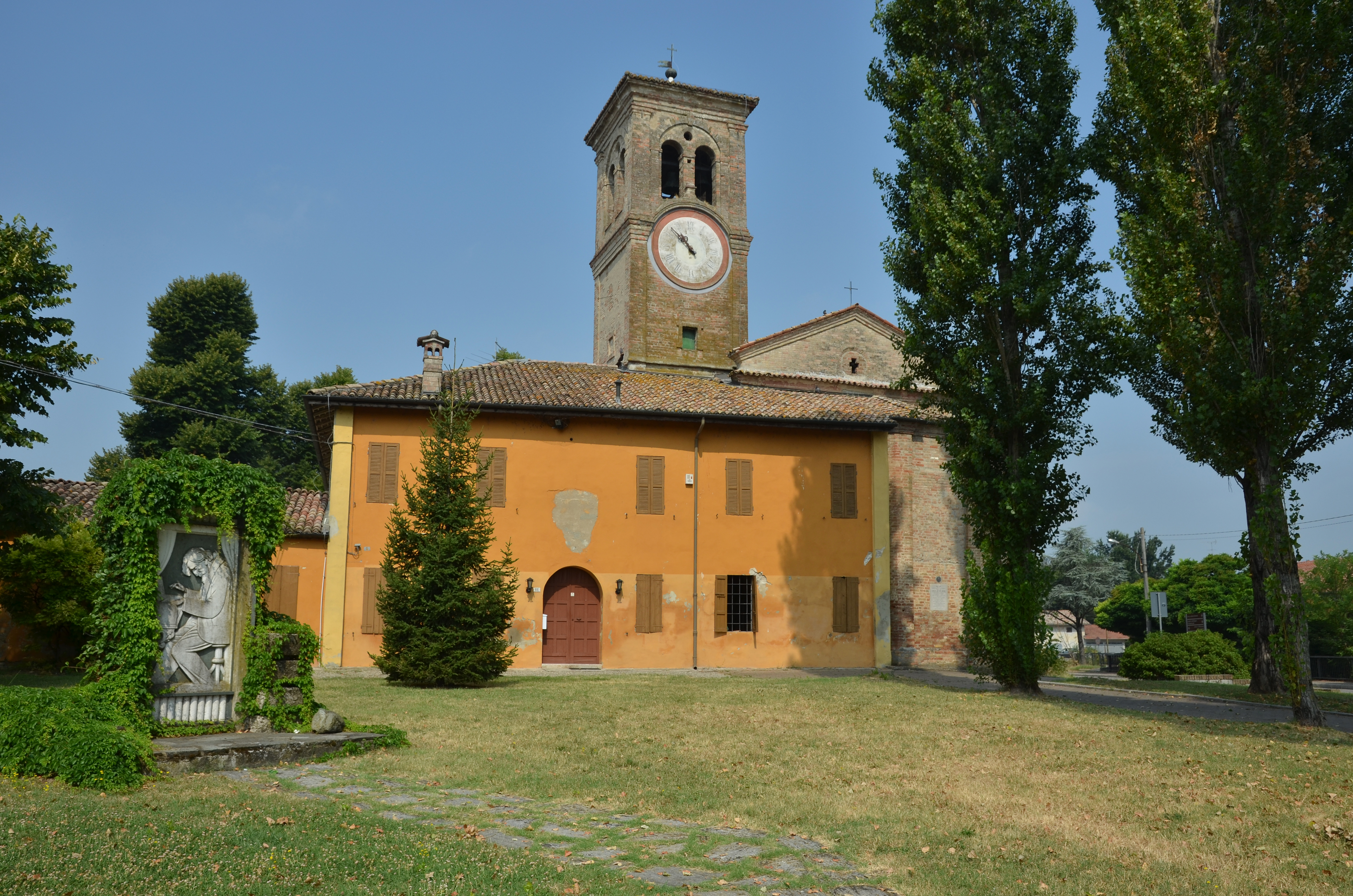
Canonica e zona absidale della chiesa di San Michele Arcangelo

Edificata in origine nel 1004, la chiesa fu completamente ricostruita in forme barocche tra il XVI e il XVII secolo; al suo interno sono presenti numerose tracce degli affreschi risalenti agli inizi del XVI secolo, riaffiorate durante i restauri novecenteschi; l'edificio ospita inoltre alcuni dipinti ad olio, tra cui la grande tela raffigurante il Calvario dello scenografo Girolamo Magnani, che viene esposta ogni anno il venerdì santo; nella chiesa, ove Giuseppe Verdi ricevette il battesimo, è infine conservato l'organo settecentesco su cui studiò il Maestro da bambino.

#### La lapide commemorativa
Alla base dell'antica torre campanaria una targa ricorda un tumultuoso episodio accaduto quando Giuseppe Verdi aveva pochi mesi di vita. Nella primavera del 1814, in seguito alla disfatta napoleonica, le orde sanguinarie di Russia e d'Austria, in alleanza con Gioacchino Murat, compirono razzie nelle campagne intorno alle Roncole. Luigia Uttini, accortasi del pericolo, trovò scampo rifugiandosi col figlio in braccio nel campanile, poco distante dalla loro casa-osteria; come riporta la targa, la donna scampava il suo piccolo Beppino conservando all'arte un arcangelo sublime, all'auspicata redenzione d'Italia un bardo potente e a Roncole una fulgida gloria sicura.

### Casa natale di Giuseppe Verdi

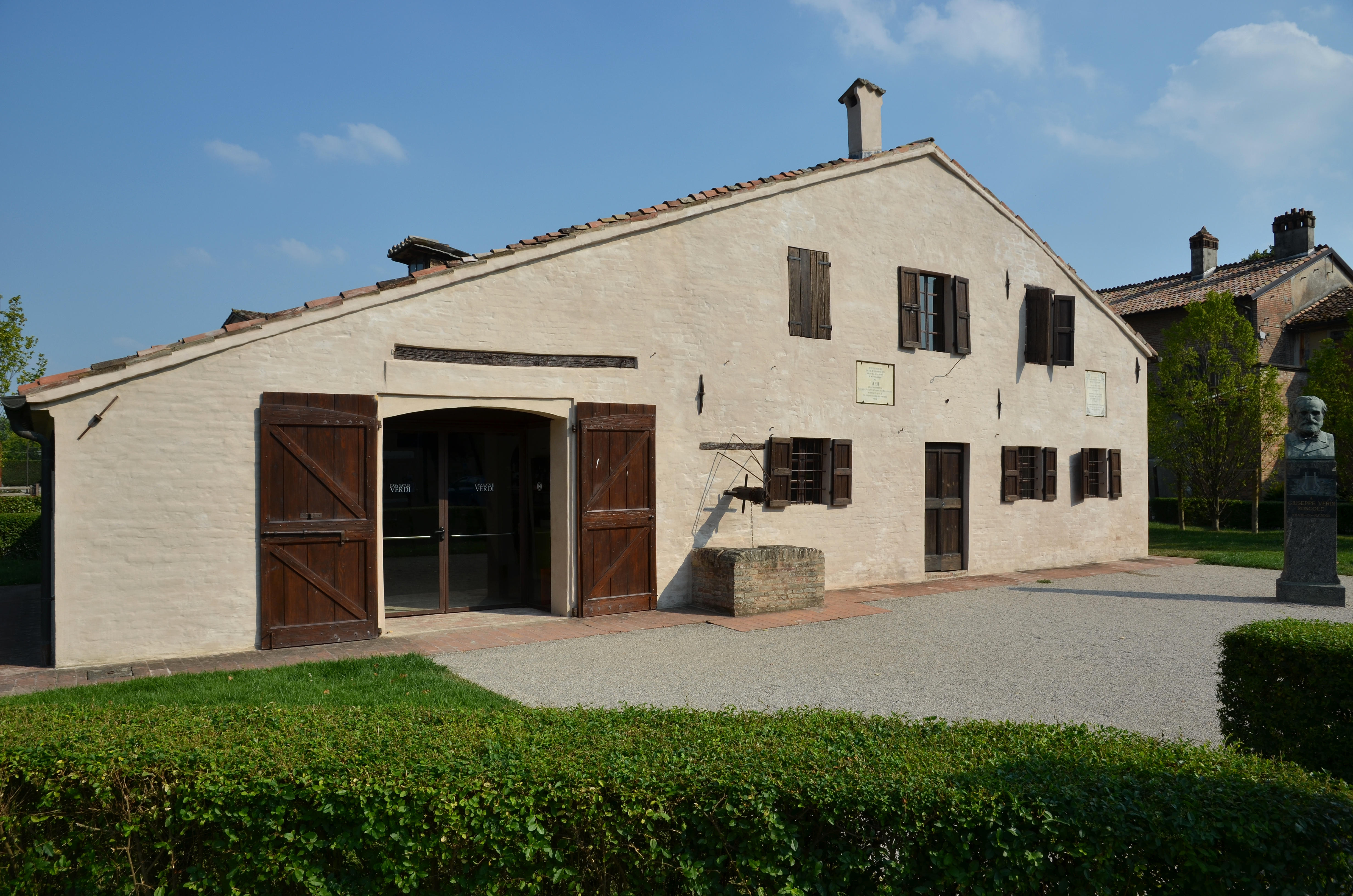
Casa natale di Giuseppe Verdi

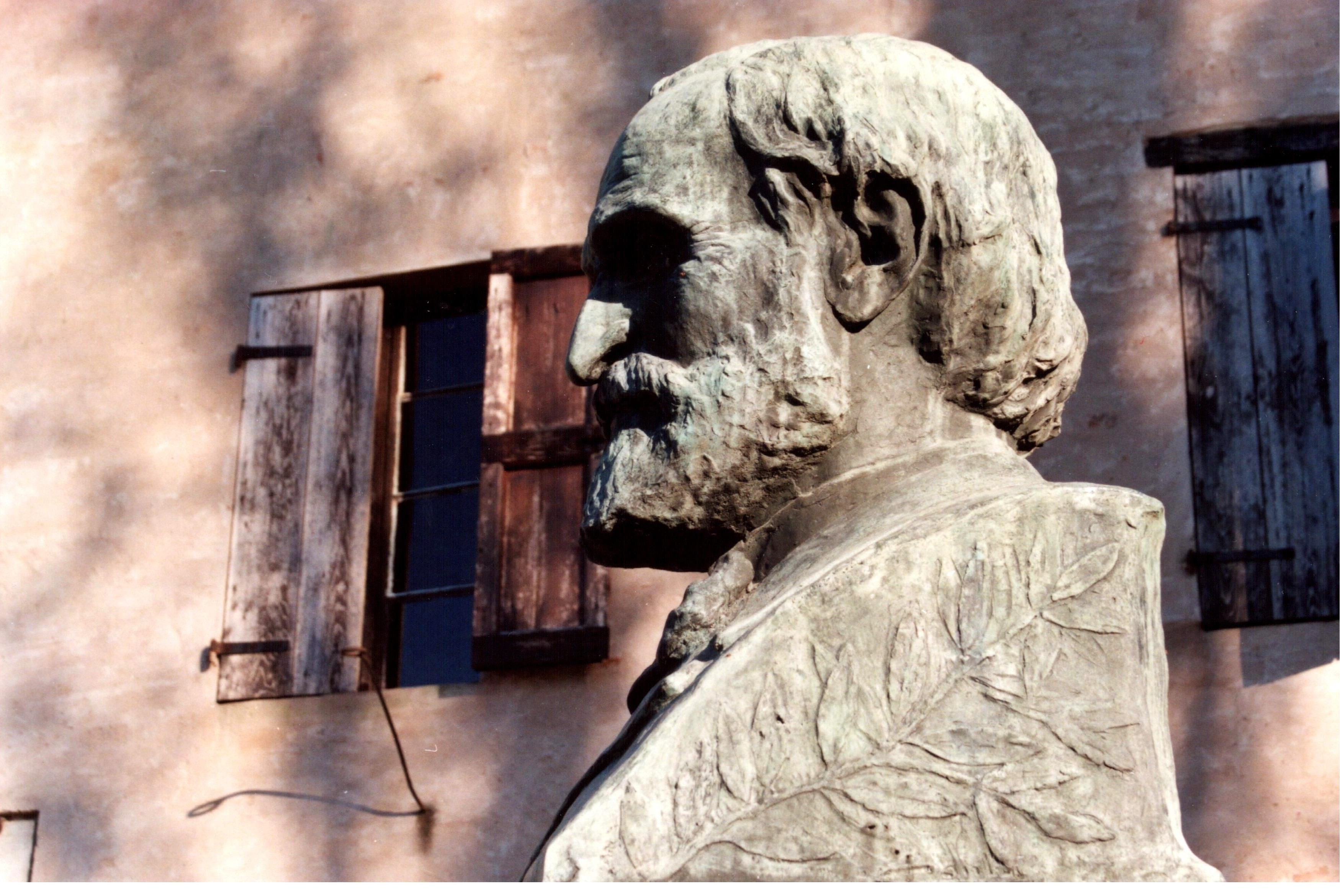
Il busto di Giuseppe Verdi davanti alla casa natale

Nel 1781 la famiglia di Giuseppe Verdi prese in affitto la casa-osteria in cui il 10 ottobre 1813 sarebbe nato il Maestro, che vi avrebbe trascorso i suoi primi anni di vita. Il modesto edificio, mai modificato da allora, fu trasformato in casa museo e restaurato nel 2001 e soprattutto fra il 2013 e il 2014, con l'aggiunta di strumenti multimediali che consentono, attraverso suoni ed ombre, di ricreare l'atmosfera di quando Giuseppe Verdi era bambino; all'interno, oltre l'ingresso, sono presenti la vecchia cucina, l'osteria, la cantina e l'antica posteria per i cavalli; al primo piano si trovano invece le semplici stanze da letto. Nel piccolo giardino antistante alla casa è collocato dal 1913 un busto raffigurante Giuseppe Verdi, scolpito da Giuseppe Cantù in occasione del centenario della nascita del Maestro.

### Tomba di Giovannino Guareschi
All'interno del cimitero, situato accanto alla chiesa di San Michele Arcangelo, si trova la tomba di Giovannino Guareschi, decorata con una scultura in bronzo raffigurante il volto dello scrittore, realizzata dall'artista Luigi Froni. Nel 2008, in occasione del centenario della sua nascita, vi si svolse la cerimonia commemorativa "Cento 500 per i 100 anni di Guareschi", che riunì una delegazione di appassionati di Fiat 500 d'epoca.

### Corte delle Piacentine

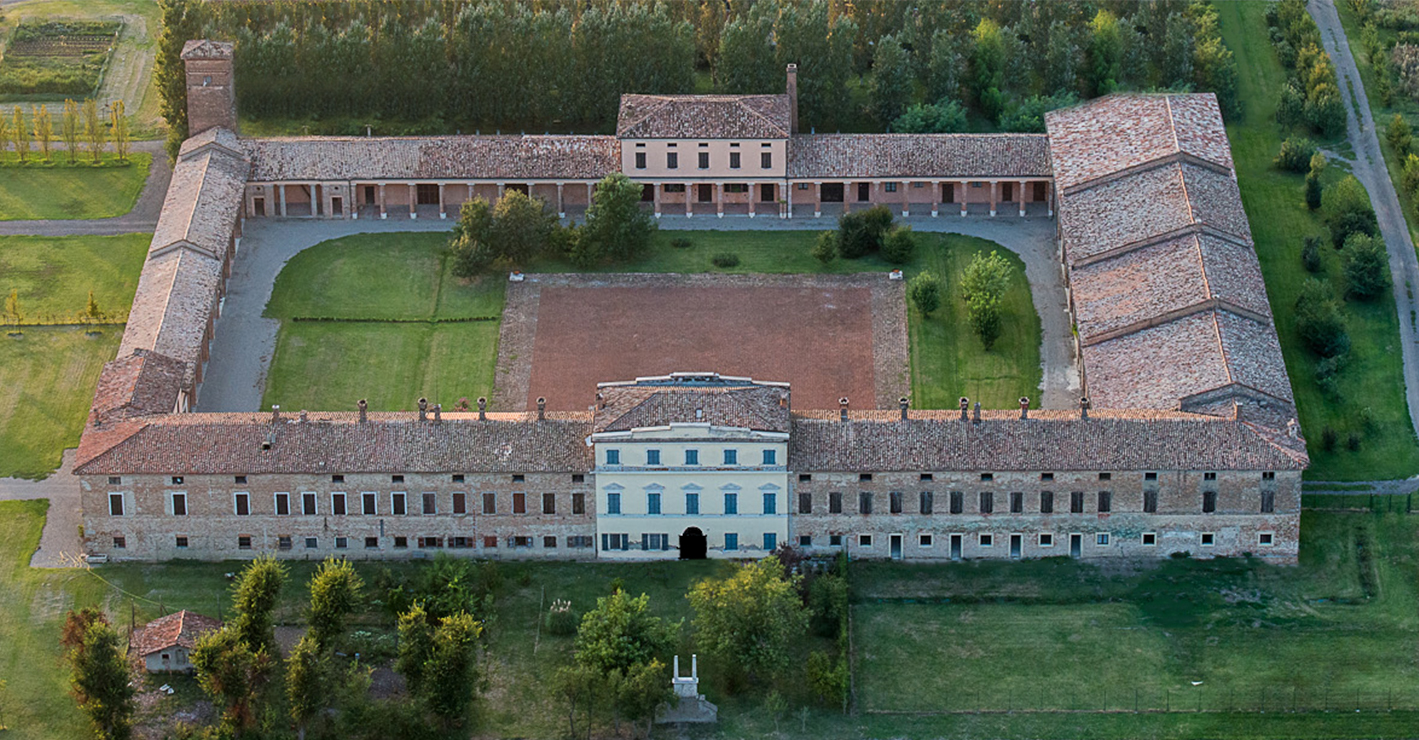
Corte delle Piacentine

A pochi chilometri dal centro abitato sorge una grande corte rurale, costruita in stile neoclassico tra il 1820 e il 1832 per volere del principe Giovanni Vidoni de Soresina, su progetto dell'architetto Luigi Voghera; la struttura, sviluppata attorno a un ampio cortile rettangolare lastricato in mattoni, è contraddistinta dal porticato che corre lungo le ali laterali e dall'elegante corpo residenziale centrale su due livelli; la corte agricola fu utilizzata quale set di alcune scene dei film Novecento, del 1976, e La luna, del 1979, entrambi diretti da Bernardo Bertolucci.

## Cultura

### Musei

#### Mostra Antologica Permanente "Tutto il mondo di Guareschi"

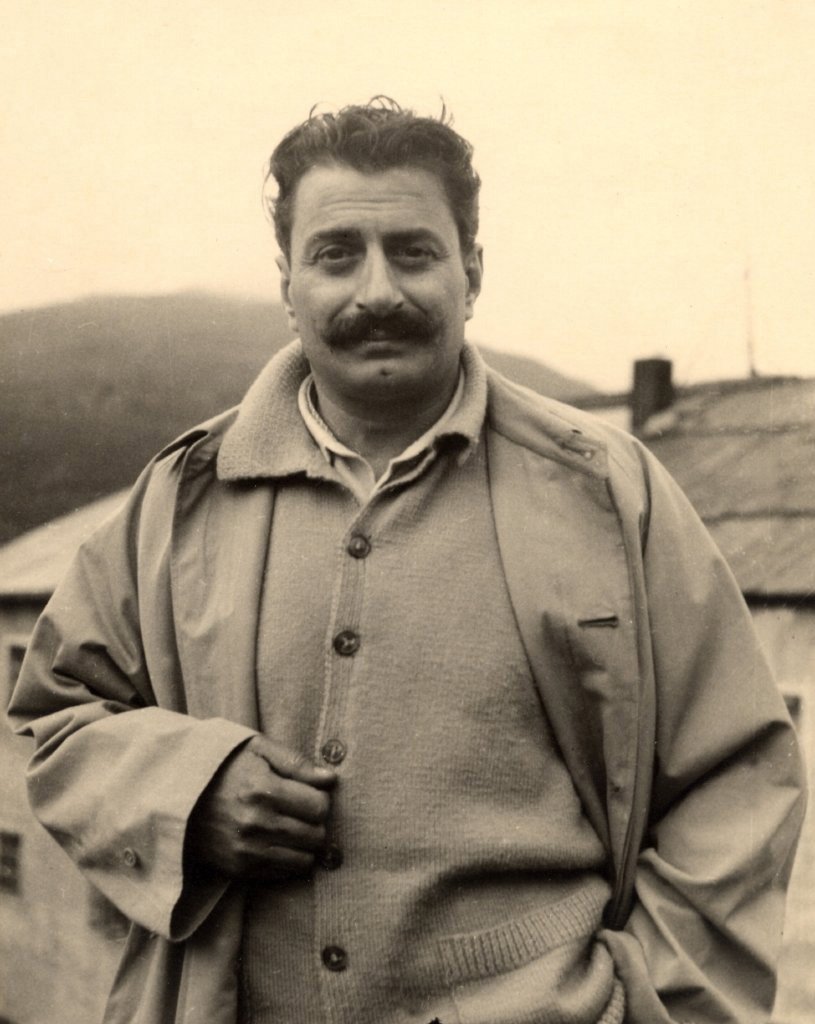
Giovannino Guareschi

Nel 1952 lo scrittore Giovannino Guareschi acquistò un lotto di terreno ai margini del paese, ove edificò la propria abitazione tuttora abitata da discendenti.Giovannino Guareschi inoltre nel 1957 aprì, di fianco alla Casa Natale di Giuseppe Verdi, un Caffè per offrire un punto di ristoro ai già numerosi ammiratori di Giuseppe Verdi in visita alla sua casa. Di fianco, nel 1964 aprì un ristorante che progettò e lui stesso, e che fu gestito dal figlio Alberto ininterrottamente fino al 1995, quando i figli di Guareschi assieme ad amici ed appassionati costituirono il "Club dei Ventitré", associazione culturale nata allo scopo di fare informazione ufficiale e documentale su Giovannino Guareschi e la sua opera. L'associazione culturale è tuttora attiva e contattabile tutti i giorni. Si tratta della sola associazione in grado di fare informazione ufficiale su Giovannino Guareschi grazie alla collaborazione con la famiglia Guareschi e l'Archivio privato di proprietà di Alberto Guareschi. I locali del Ristorante Guareschi furono così riutilizzati dal Club dei Ventitré ed Archivio Guareschi: nell'ex sala da pranzo al piano terra si trova la Mostra "Giovannino nostro babbo", unica mostra permanente ed antologica dedicata allo scrittore. Grazie ai pannelli preparati dai figli Alberto e Carlotta e ai numerosi materiali provati che li corredano, la narrazione si snoda permettendo di conoscere la vita di Giovannino Guareschi e il legame con la sua opera letteraria vasta e variegata. Al piano terra si trovano pure un Bookshop dedicato a Giovannino Guareschi e la Sala Mediateca "Franco Tedeschi" dove è proiettato un filmato introduttivo alla visita, si accolgono i gruppi e si organizzano letture e Caffè Letterari. Al primo piano si trovano la sede del Club dei Ventitré, la sua biblioteca, emeroteca ed archivio, l'archivio IMI già curato da Carlotta Guareschi, la Biblioteca privata Guareschi e il Centro Studi "Carlotta Guareschi" attrezzato con pc per l'utenza. I locali già adibiti a cucina e dispensa del Ristorante sono ora occupati dall'Archivio privato Guareschi, composto da 200.000 documenti, cui si accede contattando Alberto Guareschi presso il Club dei Ventitré.

### Eventi

#### Verdianeum Festival
Fra il 1978 e il 1986 ebbe luogo davanti alla casa natale di Giuseppe Verdi il Verdianeum Festival, manifestazione lirica a cadenza annuale curata dal maestro Silvano Frontalini e, per alcuni tempi, dal baritono Aldo Protti; gli spettacoli richiamarono molti appassionati della lirica, provenienti anche dall'estero.

#### Roncole Festival
Dal 2015 si tiene davanti alla casa natale di Giuseppe Verdi il Roncole Festival, manifestazione lirica simile alla precedente, durante la quale vengono eseguiti numerosi duetti, arie, romanze e cori tratti dalle opere del Maestro.